# Dientner Sattel
Dientner Sattel je sedlo v nadmořské výšce 1342 m na okraji skalního masivu Hochkönig v pohoří Berchtesgadenské Alpy. Sedlo se nachází v rakouské spolkové zemi Salcbursko. Je pokryté loukami, v jejichž těsné blízkosti roste horský les.

## Stavby
Na sedle a v jeho nejbližším okolí stojí zemědělské i rekreační objekty. Nejvýznamnější je hotel Birgkarhaus.

## Přístup
Sedlem prochází ve výšce 1370 m n. m. vysokohorská silnice Hochkönig Straße (B 164) z města Bischofshofen na východě do města Saalfelden na západě. Silnice překonává v tomto úseku ještě jedno sedlo Filzensattel. Doprava po silnici je bezplatná.

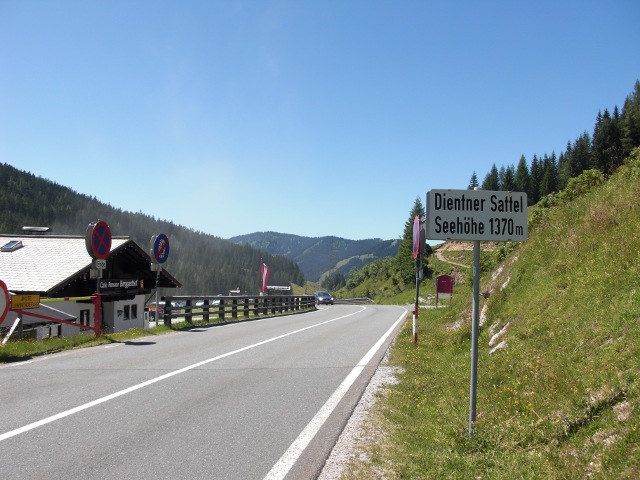
Horské sedlo Dientner Sattel

Na sedle Dientner Sattel je autobusová stanice a velké parkoviště. Začíná zde dálková turistická trasa Salcburská salašnická cesta.
Několik set metrů západně pod sedlem je menší parkoviště s autobusovou zastávkou, lavicemi a stolem, toaletou a pramenem pitné vody. Slouží turistům při výstupu na chatu Erichhütte, při lezení zajištěnou cestou Königsjödler a při dalším horolezeckém či turistickém podnikání v jižních stěnách a úbočích vrcholu Hochkönig.